# Ghiacciaio Rowland
Il ghiacciaio Rowland è un ghiacciaio tributario lungo circa 11 km situato nella regione meridionale della Dipendenza di Ross, nell'Antartide orientale. Il ghiacciaio, il cui punto più alto si trova a circa 1600 m s.l.m., si trova nella regione settentrionale dei monti della Regina Elisabetta, nell'entroterra della costa di Shackleton, e fluisce verso est scorrendo lungo il versante meridionale del picco Kooyman e quello settentrionale del monte Wyss fino a unire il proprio flusso a quello del ghiacciaio Lowery.

## Storia
Il ghiacciaio Rowland è stato mappato da membri dello United States Geological Survey (USGS) grazie a fotografie aeree scattate dalla marina militare statunitense nel periodo 1960-62, e così battezzato dal Comitato consultivo dei nomi antartici in onore di Robert W. Rowland, un glaciologo del Programma Antartico degli Stati Uniti d'America di stanza alla base di ricerca Amundsen-Scott nelle stagioni 1962-63 e 1963-64.